# Asphalt 7: Heat
Asphalt 7: Heat fue un videojuego de carreras de 2012 desarrollado y publicado por Gameloft. Es parte de la serie Asphalt. Fue lanzado el 21 de junio de 2012 para iOS y marca la primera vez en la serie que un juego es el mismo tanto para iPhone como iPad. El juego se lanzó para Android el 25 de junio, para BlackBerry 10 el 21 de febrero de 2013, para Windows Phone 8 el 27 de febrero, para BlackBerry PlayBook el 3 de abril, y para Windows 8 (a través de Windows Store) el 22 de agosto, Windows 10 el 29 de julio de 2015. El juego fue retirado de las tiendas de aplicaciones en algún momento de 2017.

## Jugabilidad
La jugabilidad en  Asphalt 7  es muy similar a la de los juegos anteriores en la serie  Asphalt , y el jugador tiene la opción de inclinar el dispositivo, tocar el costado de la pantalla o usar una dirección virtual en pantalla. rueda para dirigir. El juego también tiene un modo  multijugador en línea, tanto local a través de Wi-Fi y Bluetooth, y global a través de una conexión a Internet.
El sistema de calificación de cinco estrellas para cada carrera, el uso de objetivos primarios y secundarios y el "Modo de adrenalina" de  Asphalt 6: Adrenaline  se han conservado en  Asphalt 7 .

### Autos
Hay 80 autos con licencia disponibles en el juego, divididos en 7 niveles. El jugador comienza con un auto en cada nivel; el Abarth 500 (Nivel 1), ET BMW 1 Serie M Coupe (Nivel 2), el Dodge Challenger SRT8 (Nivel 3), el Cadillac CTS-V Coupe (Nivel 4), el Nissan GT-R (Nivel 5), el Chevrolet Corvette ZR1 (Nivel 6) y el Ruf Rt 12 S (Nivel 7).
Otros autos que estarán disponibles a medida que el jugador progrese incluyen, en el Nivel 1, el Range Rover Evoque, DMC DeLorean, Mercedes-Benz Classe C Coupe y Tesla Roadster; en el Nivel 2, el Plymouth Prowler, Chevrolet Camaro GS, Dodge Charger SRT8 Police y Lotus Exige S; en el Nivel 3, el Lotus Evora S, BMW M6 Coupe, Alfa Romeo 8C y Lamborghini Sesto Elemento; en el Nivel 4, el Dodge Viper ACR-X, Lamborghini Countach 25th Anniversary, Ferrari California y Mazda Furai; en el Nivel 5, el Cadillac CTS-V Coupe Race Car, Ferrari 458 Italia, Lamborghini Gallardo LP 570-4 Spyder Performante, Marussia B2 y Ferrari 575M Maranello; en el Nivel 6, el McLaren MP4-12C, Ferrari Enzo, Lamborghini Reventón y Aston Martin One-77; y en el Nivel 7, El Ferrari 288 GTO, Ruf CTR3, McLaren F1 y Bugatti Veyron Super Sport. El coche más rápido disponible para el jugador es el Koenigsegg Agera R (Nivel 7).
Debido a la propiedad Electronic Arts de la licencia Porsche, no hay vehículos Porsche, aunque hay variantes tuneadas de Ruf.

### Ubicaciones
Asphalt 7 presenta casi todas las ubicaciones de Asphalt 6: Adrenaline, además de agregar nuevas pistas, formando un total de 15 pistas. Las ubicaciones son Nueva York, Hawái, La Habana, Los Ángeles, Nasáu, París, Río de Janeiro, Tokio, Moscú, Nueva Orleans, Reykjavík, Londres, Alpes, Shanghái y Miami.

## Recepción
Tras su lanzamiento, "Asphalt 7" recibió críticas generalmente favorables. La versión de iOS tiene un puntaje agregado de 83 de 100 en Metacritic, según diecisiete reseñas, y un puntaje de 81% en GameRankings, basado en siete reseñas.
George Roush de IGN estaba entusiasmado con el juego, otorgó una puntuación de 8 sobre 10 y concluyó "Si eres tan fanático de la serie" Asphalt "como yo, entonces tú" nos encantará "Heat". Es agradable ver que Gameloft está mejorando cada entrada mientras logra mantener el costo bajo. A los adictos a las carreras les encantará buscar atajos, tomar aire y abrirse camino a través de las hermosas pistas para El sonido de la música enérgica techno." Dave LeClair de TouchGen también estaba impresionado, anotando el juego 4 de 5; "En general, este es un gran juego de carreras. Tiene un par de fallas menores, pero nada que rompa el juego. Los ganchos para compartir en redes sociales después de cada carrera pueden ser un poco molestos, y retrasan el tiempo para llegar a la próxima carrera. Aun así, pequeños problemas aparte, los fanáticos de los juegos de carreras disfrutarán del paquete total ofrecido en "Asphalt 7: Heat"." Lisa Caplan de 148Apps también obtuvo 4 de 5, elogiando los gráficos y controles, aunque criticando el juego como muy similar a sus predecesores; "Por el precio  Asphalt 7  es uno de los mejores corredores de arcade en iOS. Lo que le falta en originalidad lo compensa en polaco."
Nadia Oxford de Slide to Play estaba algo menos impresionada, sintiendo que el juego no estaba lo suficientemente diferenciado de los juegos anteriores de la serie, un argumento que Andrew Podolsky había hecho en su revisión de "Asphalt 6" para el sitio. Al igual que con Asphalt 5 y  Asphalt 6, el juego obtuvo un puntaje de 3 sobre 4. Oxford escribió "La serie" Asphalt "necesita que alguien abra las ventanas y deje algo de fresco aire, pero todavía es imposible equivocarse realmente con Asphalt 7: Heat. Si todavía estás contento con Asphalt 6 y quieres ahorrar ese dólar para helado, adelante y cuelga en "Adrenalina". Vivirás sin "Calor". Pero si no tienes un juego de "Asfalto", o si alguna actualización de la serie te hace feliz, independientemente de cuán pequeñas sean esas actualizaciones son, adelante y agarra "Asphalt 7: Heat". Todavía es dinero bien gastado." Matt Clark de MacLife anotó el juego 3 de 5, también criticando su similitud con los juegos anteriores de la serie, pero alabando los gráficos; "Si hay una forma en que  Asphalt 7  mejora la serie, es la presentación visual. Los vehículos y los entornos se ven fantásticos en la Pantalla Retina."
Ryan Whitwam de AndroidPolice estaba menos entusiasmado y era muy crítico con varios aspectos, como la necesidad de estar en línea para que el juego funcione, el uso de dinero del mundo real y, especialmente, los gráficos; "El factor decisivo para mí es la abrumadora mediocridad de los gráficos. A juzgar por las capturas de pantalla en la página Play Store, este debería ser un juego magnífico. En cambio, es simplemente promedio. Incluso entonces, solo en algunos dispositivos. En el Nexus 7 la textura  resolución es absolutamente terrible. Todo en el entorno se ve turbio. Los autos no están mal, pero se nota antialiasing a lo largo de los bordes." Ryan Rigney de  Wired.com fue aún más crítico, anotando el juego 6 de 10 y criticando la implementación de compras en la aplicación; "No puedo imaginar que alguien gaste dinero en ellos. Incluso si compras el paquete de $ 100 de 200 estrellas, eso todavía no desbloqueará todo en el juego; ni mucho menos. Entonces, ¿cuál es el punto?" Sin embargo, Rigney elogió los gráficos, argumentando que el juego tiene un "pulido que sería impresionante para un juego Xbox Live Arcade. No viene ningún otro corredor de arcade en  App Store cerca de igualar  Calidad de presentación de Asphalt 7."
El bloguero tecnológico Thomas Baekdal calculó que "desbloquear todo en el juego te costará casi $3,500."